# Dionisio Cano López
Dionisio Cano López (n. 1902) fue un abogado y político español.

## Biografía
Nació en 1902. En su juventud cursó estudios de derecho, convirtiéndose en abogado. Tras la proclamación de la Segunda República se introdujo en la política, afiliándose al Partido Republicano Conservador (PRC) de Miguel Maura. Con el beneplácito de Maura, a partir de agosto de 1933 asumió el puesto de secretario general del PRC. Entre septiembre y diciembre de 1931 ejerció como gobernador civil de Huelva, donde su actuación le granjeó la enemistad de las izquierdas.
En las elecciones de 1933 obtuvo el acta de diputado por la circunscripción de Huelva. Cano López logró hacerse un nombre como parlamentario, al tiempo que marcó distancias con el PRC y se acercó a la CEDA. En 1935 promovió la creación del diario Odiel, que actuó como órgano cedista en la provincia de Huelva. En las Cortes tuvo un papel relevante en el debate que precedió a la votación del 15 de febrero de 1935 de la ley que prohibía a los militares la pertenencia a la masonería. A raíz de los señalamientos hechos por Dionisio López se produjo una cadena de ceses y destituciones entre la oficialidad del ejército, incluyendo varios generales.